# José Pedro Aguiar Branco

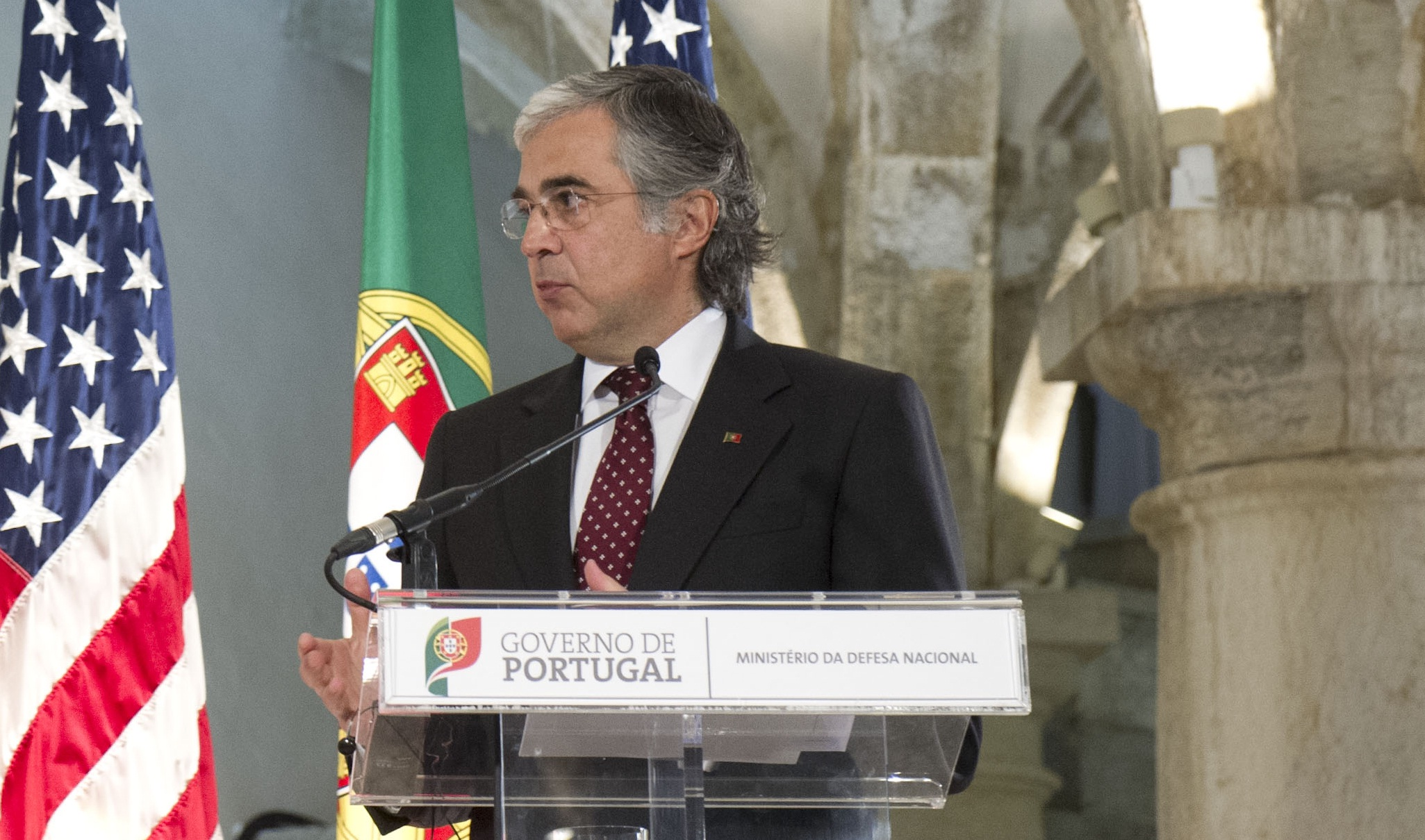
José Pedro Aguiar Branco 2013 in Lissabon

José Pedro Correio de Aguiar Branco (* 18. Juli 1957 in Lordelo do Ouro, Porto) ist ein portugiesischer Rechtsanwalt und Politiker. Er war Minister für Nationale Verteidigung im Kabinett Passos Coelho. Seit dem 27. März 2024 ist er Parlamentspräsident der Assembleia da República.